# RORSAT

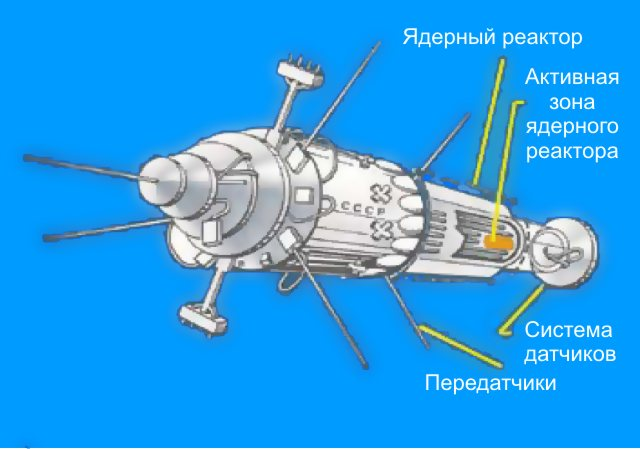
US-Aレーダー衛星

RORSAT（Radar Ocean Reconnaissance SATellite）はソビエト連邦のUS-A（Upravlyaemyj Sputnik Aktivnyj , Управляемый Спутник Активный）レーダー海洋偵察衛星シリーズにつけられた西側の名称。1967年から1988年までの間、17K114 レゲンダ・システムの一環として、西側諸国の艦船の監視を目的として打ち上げられた。

## 概要
レーダー電波の反射波の強度は距離の4乗に比例して大きく低下する。そのため、レーダー海洋偵察衛星は高度約250kmという低い軌道で運用される。電力供給に大きな太陽パネルを採用した場合、低軌道に投入されるので地球の大気による影響をうけ、軌道高度が大きく減衰しやすい。このため、RORSATの多くは、電力供給源としてウラン235を使用するBES-5原子炉を採用していた。通常は2-3ヶ月のミッションを終了した後に、原子炉部分を分離して高い軌道（墓場軌道）(ロシアのRORSATの場合は高度800-950km程度の円軌道)に破棄したが、トラブルによって放射性物質を最終的に大気圏再突入させてしまったケースもある。

## 主な事故
- 1973年4月25日、RORSATの打上げに失敗し、原子炉が日本北方の太平洋に落下した。放射線がアメリカのエアサンプリング航空機によって探知された。
- コスモス367号（04564 / 1970-079A）：1970年10月3日に、起動から110時間後に故障。そのため高軌道に移行した。
- コスモス954号：1978年1月24日、トラブルにより原子炉部分の高軌道投入に失敗し、大気圏に再突入した。カナダのノースウエスト準州に放射性物質を含んだ残骸が落下している。
- コスモス1402号：1982年年末に高軌道への移動に失敗。1983年2月7日、原子炉部分も含めて、何個かに分裂しつつ、大気圏に再突入し、南大西洋に落下した。
- コスモス1900号：1988年10月1日、原子炉を高軌道へ投入するための分離に失敗したが、バックアップ装置が働き、高度150kmで分離に成功。その後予定していた軌道よりも80km低い軌道に投入することに成功した。しかし、コスモス954号の事故があったため、原子炉の落下騒ぎを起こした[1]。

## その他の懸念
RORSATは、低周回軌道における大きなデブリ発生源であった。16基の原子炉を分離する際に、約128kgのNaK-78(ナトリウムとカリウムをそれぞれ22%、78%含む共融合金)が原子炉の主冷却システムから漏れ出した。小さな液滴は既に再突入したが、最大直径5.5cmの大きな液滴はまだ軌道に残っている。これらは大気圏再突入すれば、燃え尽きるため大きな問題はならないが、軌道上では運用中の衛星への衝突リスクがある。